# 弘人市場
33°33′38″N 133°32′09″E / 33.560614°N 133.535717°E

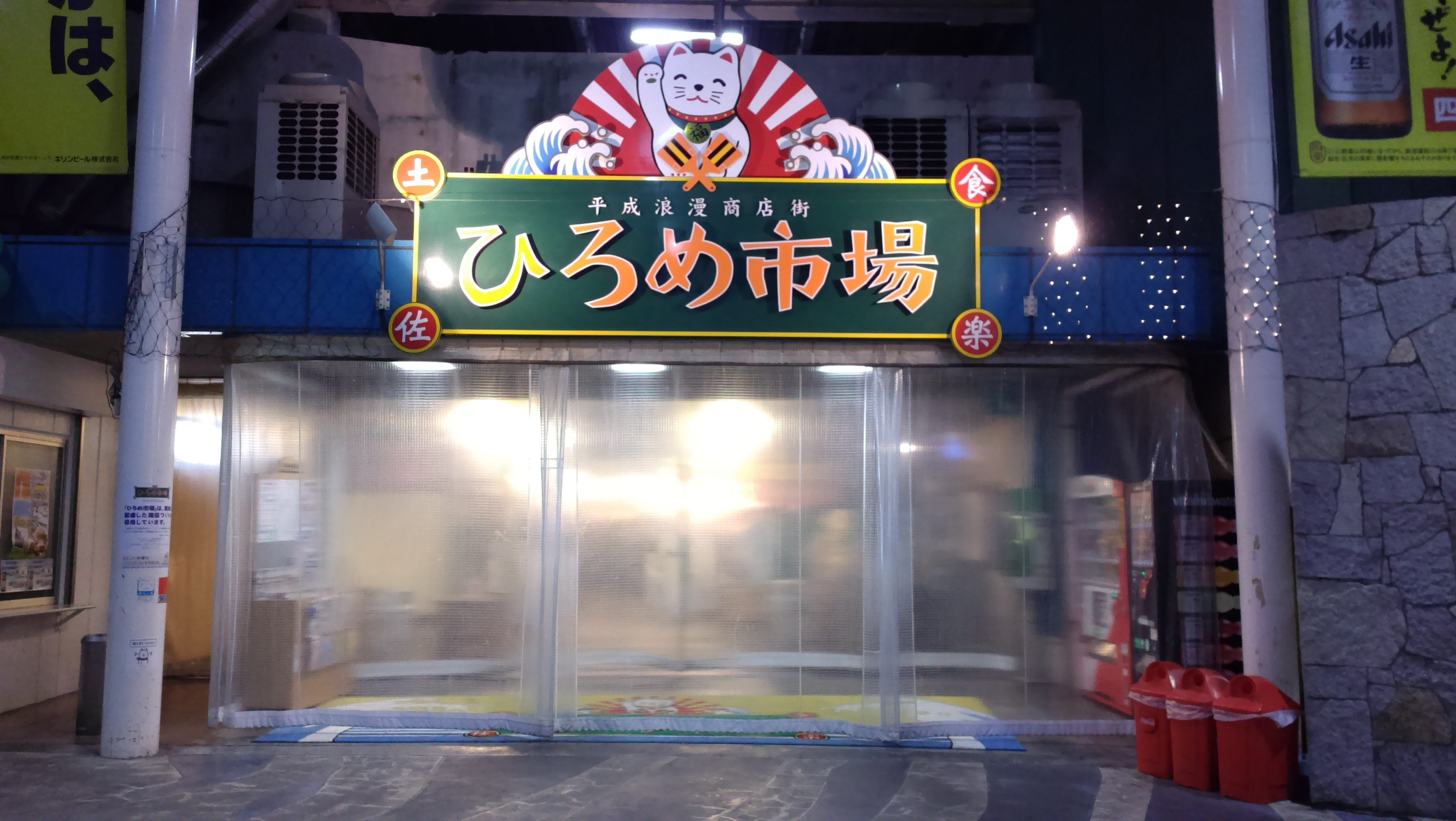
弘人市場入口招牌

弘人市場為位於日本高知縣高知市帶屋町2丁目地區的集合型市場，於1998年10月18日開始營業。市場內主要銷售當地的產品，共有63個店面，包括魚、肉、熟食、花店、服裝、酒屋、遊戲店、馬殺雞等，其中以小吃區（美食街）的部分最為知名，也成為高知市的一處知名觀光景點。
2003年4月曾經到姬路市設立了一個分店「姬路弘人市場」，但由於集客能力不如預期，最終於2004年10月關閉。

## 名稱由來
「弘人」之名源自過去幕府末期土佐藩的家老深尾弘人蕃顯，現在市場所在的地點過去即為其的住所，因此此地在明治時代後被當地人稱作「弘人屋敷」。在建立此市場後，便沿用「弘人」之名。

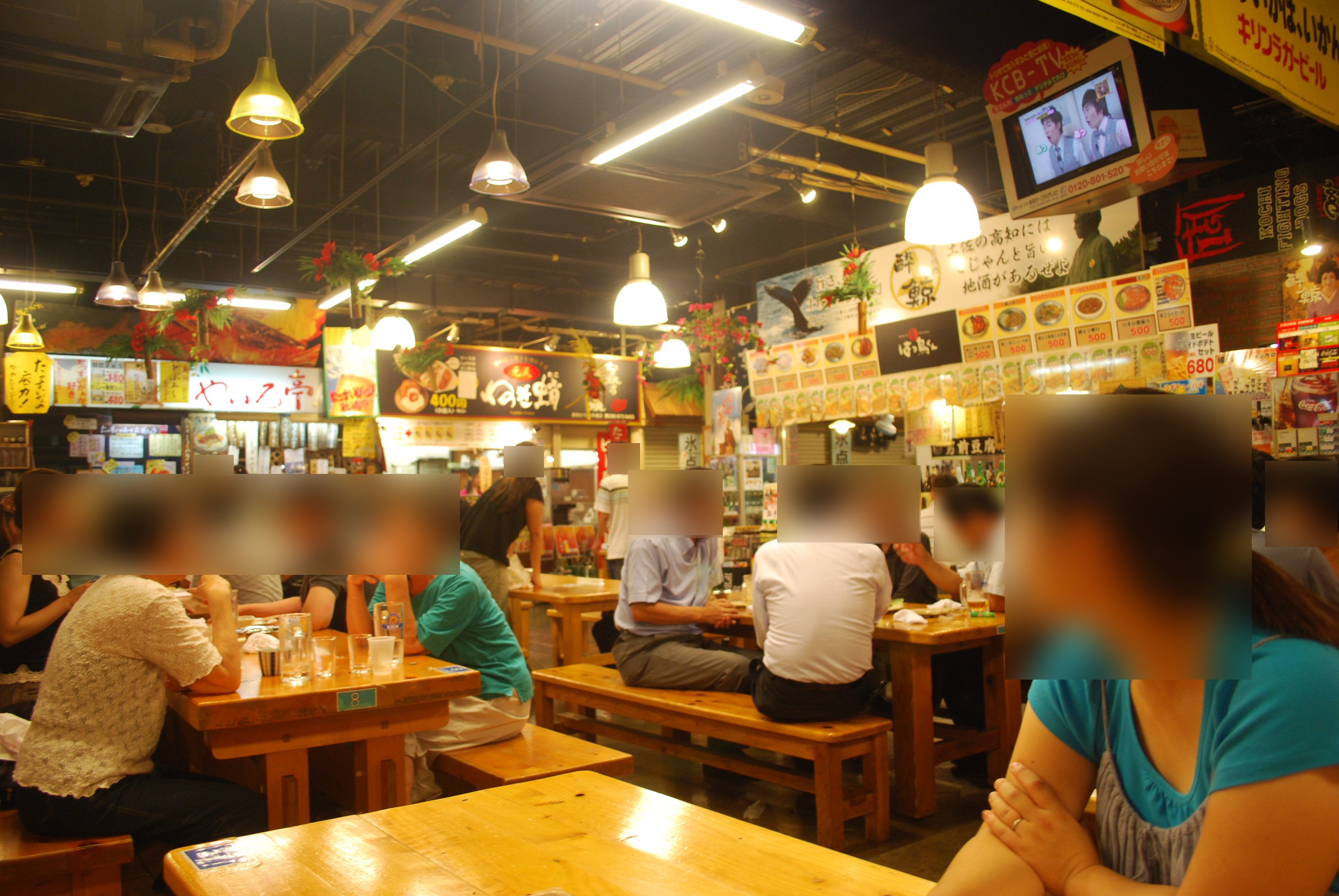
弘人市場內部小吃區

## 外部連結
- （日語） 弘人市場 （页面存档备份，存于）